# Peter Jekabsons
| Odkryte planetoidy: 2 | Odkryte planetoidy: 2 | Odkryte planetoidy: 2 |
| --------------------- | --------------------- | --------------------- |
| (3894) Williamcooke   | 14 sierpnia 1980      |                       |
| (3929) Carmelmaria    | 16 listopada 1981     |                       |
| 1.                    |                       |                       |

Peter Jekabsons (ur. 1943, zm. 1990) – australijski astronom, pracował w Obserwatorium w Perth. Specjalizował się w obserwacjach komet. Był także malarzem, jego obrazy o tematyce astronomicznej zdobią ściany Obserwatorium w Perth.
W latach 1980 i 1981 odkrył dwie planetoidy.
W uznaniu jego pracy jego nazwiskiem nazwano planetoidę (3188) Jekabsons.